# Індіанаполіс
Індіанаполіс (англ. Indianapolis) — місто (англ. city) в США, столиця штату Індіана, належить до округу Меріон. Населення — 887 642 особи (2020), що робить його одним з 20 найнаселеніших міст країни.
У місті відбуваються відомі щорічні міжнародні автоперегони Індіанаполіс 500 (англ. Indianapolis 500 — 500 миль Індіанаполісу).

## Географія
Індіанаполіс розташований за координатами 39°46′36″ пн. ш. 86°8′45″ зх. д. / 39.77667° пн. ш. 86.14583° зх. д. (39.776664, -86.145935). За даними Бюро перепису населення США в 2010 році місто мало площу 953,18 км², з яких 936,11 км² — суходіл та 17,07 км² — водойми.

### Клімат
| Клімат Індіанаполіс     | Клімат Індіанаполіс | Клімат Індіанаполіс | Клімат Індіанаполіс | Клімат Індіанаполіс | Клімат Індіанаполіс | Клімат Індіанаполіс | Клімат Індіанаполіс | Клімат Індіанаполіс | Клімат Індіанаполіс | Клімат Індіанаполіс | Клімат Індіанаполіс | Клімат Індіанаполіс | Клімат Індіанаполіс |
| Показник                | Січ.                | Лют.                | Бер.                | Квіт.               | Трав.               | Черв.               | Лип.                | Серп.               | Вер.                | Жовт.               | Лист.               | Груд.               | Рік                 |
| Абсолютний максимум, °C | 21,7                | 24,4                | 29,4                | 32,2                | 35,6                | 38,9                | 41,1                | 39,4                | 37,8                | 32,8                | 27,2                | 23,3                | 41,1                |
| Середній максимум, °C   | 2,0                 | 4,6                 | 10,9                | 17,4                | 22,7                | 27,7                | 29,4                | 28,9                | 25,3                | 18,5                | 11,2                | 3,8                 | 16,9                |
| Середня температура, °C | −2,2                | 0,1                 | 5,7                 | 11,7                | 17,1                | 22,2                | 24,1                | 23,4                | 19,4                | 12,8                | 6,4                 | −0,2                | 11,7                |
| Середній мінімум, °C    | −6,4                | −4,5                | 0,4                 | 5,9                 | 11,4                | 16,7                | 18,8                | 18,0                | 13,4                | 7,1                 | 1,7                 | −4,2                | 6,5                 |
| Абсолютний мінімум, °C  | −32,8               | −29,4               | −21,7               | −7,8                | −2,2                | 2,8                 | 7,8                 | 5,0                 | −1,1                | −6,7                | −20,6               | −30,6               | −32,8               |
| Норма опадів, мм        | 68                  | 59                  | 90                  | 97                  | 128                 | 108                 | 116                 | 80                  | 79                  | 79                  | 94                  | 81                  | 1079                |
| ----------------------- | ------------------- | ------------------- | ------------------- | ------------------- | ------------------- | ------------------- | ------------------- | ------------------- | ------------------- | ------------------- | ------------------- | ------------------- | ------------------- |

## Демографія
Згідно з переписом 2010 року, у селищі мешкало 820 445 осіб у 332 199 домогосподарствах у складі 196 976 родин. Густота населення становила 861 особа/км². Було 379856 помешкань (399/км²).
Расовий склад населення:
| - 61,8 % — білих - 27,5 % — чорних або афроамериканців - 2,1 % — азіатів - 0,3 % — корінних американців - 5,5 % — осіб інших рас |

До двох чи більше рас належало 2,8 %. Частка іспаномовних становила 9,4 % від усіх жителів.
За віковим діапазоном населення розподілялося таким чином: 25,0 % — особи молодші 18 років, 64,5 % — особи у віці 18—64 років, 10,5 % — особи у віці 65 років та старші. Медіана віку мешканця становила 33,7 року. На 100 осіб жіночої статі у селищі припадало 93,5 чоловіків; на 100 жінок у віці від 18 років та старших — 90,1 чоловіків також старших 18 років.
Середній дохід на одне домашнє господарство становив 59 003 долари США (медіана — 41 987), а середній дохід на одну сім'ю — 70 893 долари (медіана — 52 365). Медіана доходів становила 41 866 доларів для чоловіків та 36 326 доларів для жінок. За межею бідності перебувало 21,3 % осіб, у тому числі 32,1 % дітей у віці до 18 років та 10,1 % осіб у віці 65 років та старших.
Цивільне працевлаштоване населення становило 396 543 особи. Основні галузі зайнятості: освіта, охорона здоров'я та соціальна допомога — 21,8 %, роздрібна торгівля — 12,9 %, науковці, спеціалісти, менеджери — 11,7 %, виробництво — 10,7 %.

## Економіка
У Індіанаполісі розташовано штаб-квартири та виробничі потужності кількох корпорацій:
- Елі Лиллі і Компанія (англ. Eli Lilly and Company)
- Ай-Ті-Ай Айрлайнс (англ. ATA Airlines)
- Пірлес Помп Компанія (англ. Peerless Pump Company)

## Спорт
В Індіанаполісі дві професійні команди:
- «Індіана Пейсерз» (англ. Indiana Pacers), член Національної баскетбольної асоціації
- «Індіанаполіс Колтс» (англ. Indianapolis Colts), член Національної футбольної ліги.

## Культура
- Індіанаполіський симфонічний оркестр

### Музеї
- Музей штату Індіана
- Музей громадянської війни — розташований у монументі солдатам та морякам

## Міста-побратими
- Кельн, Німеччина
- Монца, Італія
- Скарборо, Торонто, Канада
- Піран, Словенія
- Тайбей, Тайвань

## Уродженці
- Кліфтон Вебб (1889—1966) — американський актор театру і кіно
- Карл Пірсон (1891—1977) — американський кіномонтажер
- Вальтер Беделл Сміт 1895—1961) — американський воєначальник, генерал армії США та дипломат
- Джон Артур Пейдж (1911—1987) — американський актор, диктор телебачення і політичний кореспондент
- Тріггер Альперт (1916—2013) — американський джазовий контрабасист
- Марк Ворнер (* 1954) — американський політик-демократ.